# Transformation d'Aluthge
En mathématiques et plus précisément en analyse fonctionnelle, la transformation d’Aluthge est une opération définie sur l'ensemble des opérateurs bornés d'un espace de Hilbert ; c'est un outil important pour étudier certaines classes d'opérateurs linéaires.   
Soit {\displaystyle H} un espace de Hilbert. On note {\displaystyle B(H)} l'algèbre des opérateurs linéaires continus de {\displaystyle H} dans lui-même.

## Théorème de ladécomposition polaire
Soient {\displaystyle T\in B(H)}, {\displaystyle T^{*}} son opérateur adjoint et {\displaystyle |T|} la racine carrée de l'opérateur {\displaystyle T^{*}T}. Il existe une unique isométrie partielle {\displaystyle U} telle que {\displaystyle T=U|T|} et {\displaystyle \ker(U)\supset \ker(T)}.

## Définition
Soient {\displaystyle T\in B(H)} et {\displaystyle T=U|T|} sa décomposition polaire. La transformation d'Aluthge de {\displaystyle T} est l'opérateur {\displaystyle \Delta (T)} défini par :
Plus généralement, pour tout nombre réel {\displaystyle \lambda \in [0,1]}, on appelle {\displaystyle \lambda }-transformation d'Aluthge de {\displaystyle T} l'opérateur {\displaystyle \Delta _{\lambda }(T):=|T|^{\lambda }U|T|^{1-\lambda }\in B(H)}.      

## Exemple
Pour deux vecteurs {\displaystyle x,y\in H}, on note {\displaystyle x\otimes y} l'opérateur défini par : {\displaystyle \forall z\in H\quad x\otimes y(z)=\langle z,y\rangle x}. Un calcul élémentaire montre que si {\displaystyle y\neq 0} alors {\displaystyle \Delta _{\lambda }(x\otimes y)=\Delta (x\otimes y)={\frac {\langle x,y\rangle }{\lVert y\rVert ^{2}}}y\otimes y}. 